# András Herczeg
András Herczeg (Gyöngyös, 11 luglio 1956) è un dirigente sportivo, allenatore di calcio ed ex calciatore ungherese.